# Hajen 4
Hajen 4 (engelska: Jaws: The Revenge) är en amerikansk skräck-thrillerfilm från 1987 i regi av Joseph Sargent. Filmen hade biopremiär i USA den 17 juli 1987 och Sverigepremiär den 25 december 1987.

## Handling
Ellen Brody har just fått veta att hennes son fallit offer för den fruktansvärda mördarhajen. För att skapa sig en ny tillvaro, långt från alla uppslitande minnen, flyr hon från Massachusetts till Bahamas. Men något följer henne dit.

## Om filmen
Henry Millar, som gjorde specialeffekterna, vann en Razzie Award för sämsta specialeffekter.
Filmen är (trots svenska titeln, och engelska VHS/DVD namn) inte uppföljare till Hajen 3-D. Utan är snarare direkt uppföljare till Hajen 2 från 1978.

## Rollista (urval)
| Lorraine Gary     | – Ellen Brody     |
| Lance Guest       | – Michael Brody   |
| Mario Van Peebles | – Jake            |
| Michael Caine     | – Hoagie Newcombe |
| Karen Young       | – Carla Brody     |
| Judith Barsi      | – Thea Brody      |
| Lynn Whitfield    | – Louisa          |
| Mitchell Anderson | – Sean Brody      |
| Jay Mello         | – ung Sean Brody  |
| Cedric Scott      | – Clarence        |

### Fotnoter
1. ↑  Zendry Svärdkrona (8 juli 2003). ”Filmtips 16 juli” (på engelska). Aftonbladet. http://www.aftonbladet.se/nojesbladet/tv/article10377999.ab. Läst 27 augusti 2016.
2. ↑  ”Jaws IV: The Revenge” (på engelska). Box Office Mojo. 17 juli 1987. http://www.boxofficemojo.com/movies/?id=jaws4.htm. Läst 27 augusti 2016.
3. ↑  ”Jaws the Revenge (1987)”. Svensk filmdatabas. 19 mars 1987. http://www.sfi.se/sv/svensk-filmdatabas/Item/?type=MOVIE&itemid=7386&ref=%2ftemplates%2fSwedishFilmSearchResult.aspx%3fid%3d1225%26epslanguage%3dsv%26searchword%3dHajen+4%26type%3dMovieTitle%26match%3dBegin%26page%3d1%26prom%3dFalse. Läst 27 augusti 2016.